# كالينغا (منطقة تاريخية)
كالينغا هي منطقة تاريخية في الهند، تُعرف بشكل عام بأنها المنطقة الساحلية الشرقية بين نهري الغانج وغودافاري، رغم أن حدودها تغيرت مع توسع ممالك حكامها. المنطقة الأساسية لكالينغا تشمل حاليًا ولاية أوديشا بأكملها وبعض أجزاء شمال أندرا برديش. في أقصى توسع لها، شملت منطقة كالينغا أيضًا أجزاءً من ولاية تشاتيسغار الحديثة، وتمتد حتى أماركانتاك في الغرب. في العصور القديمة، امتدت حتى ضفاف نهر الغانج.
تم ذكر قبيلة كالينغا كإحدى القبائل الكبرى في النص الأسطوري "المهابهارتا". في القرن الثالث قبل الميلاد، وقعت المنطقة تحت سيطرة الماوريين نتيجة لحرب كالينغا. بعد ذلك، حكمت المنطقة العديد من السلالات الإقليمية، وكان حكامها يحملون لقب كالينغاديباتي (أي "زعيم الكالينغا")، ومن بين هذه السلالات: مهاميغافاهانا، فاسيشتا، ماثارا، بيتربهاكتا، شيلودبهافا، سومفامشي، وغانغا الشرقية. أما في العصور الوسطى، فقد حكم المنطقة سلالة سوريافامشا غاجاباتي، وسلالة بوي، وغانغا بارالاخيموندي، إلى جانب إقطاعيي غانجام وفيزاغاباتام.